# 大油芒
大油芒（学名：Spodiopogon sibiricus）是一种禾本科大油芒属的植物。这种植物在中国的黑龙江、吉林、辽宁、河北、山西、陕西、宁夏、甘肃、湖北、广东、四川、内蒙古等省区均有分布；在亚洲北部的温带区域及苏联的西伯利亚、日本、朝鲜、蒙古等地也有分布。